# Hypercompe persephone
Hypercompe persephone là một loài bướm đêm thuộc phân họ Arctiinae, họ Erebidae.